# Roland Knappe
Roland Knappe (* 25. Februar 1944 in Dresden; † 17. Juni 1995) war ein deutscher Schauspieler, Synchron- und Hörspielsprecher.

## Leben
Über das Leben des 1944 geborenen Roland Knappe sind nur lückenhafte Informationen vorhanden. Bis auf wenige Ausnahmen stand er nur für Produktionen des Fernsehens der DDR vor der Kamera. Mit seiner Stimme war er in etwa 30 von der DEFA synchronisierten Spielfilmen und Hörspielen der gleichen Anzahl des Rundfunks der DDR zu hören.
Roland Knappe verstarb 1995 im Alter von nur 51 Jahren.

## Filmografie
- 1966: Pitaval des Kaiserreiches: Die Ermordung des Rittmeisters von Krosigk (Fernsehreihe)
- 1968: Der Staatsanwalt hat das Wort: Das Wochenendhaus (Fernsehreihe)
- 1972: Polizeiruf 110: Minuten zu spät (Fernsehreihe)
- 1973: Aus dem Leben eines Taugenichts
- 1974: Der Staatsanwalt hat das Wort: Das Gartenfest
- 1974: Rückkehr als Toter (Fernsehfilm)
- 1975: Der Staatsanwalt hat das Wort: Geschiedene Leute
- 1976: Frau Jenny Treibel (Fernsehfilm)
- 1977: Ein irrer Duft von frischem Heu
- 1978: Scharnhorst (Fernseh-Fünfteiler)
- 1980: Gevatter Tod (Fernsehfilm)
- 1981: Das tapfere Schneiderlein (Fernsehfilm)
- 1986: Ernst Thälmann (Fernseh-Zweiteiler)

## Hörspiele
- 1987: Michail Schatrow: So werden wir siegen – Regie: Helmut Hellstorff (Hörspiel – Rundfunk der DDR)
- 1987: Inge Ristock: Frau Schumann (Herr Schumann) – Regie: Detlef Kurzweg (Kurzhörspiel aus der Reihe Waldstraße Nummer 7 – Rundfunk der DDR)
- 1988: Maria Seidemann: Ein Tagebuch wird verbrannt – Regie: Karlheinz Liefers (Kinderhörspiel – Rundfunk der DDR)
- 1988: Jan Drda: Der vergessene Teufel (Luzifer) – Regie: Karlheinz Liefers (Kinderhörspiel – Rundfunk der DDR)
- 1989: Arthur Schnitzler: Der grüne Kakadu – Regie: Peter Groeger (Hörspiel – Rundfunk der DDR)
- 1989: Astrid Rösel: Picknick mit einem Toten (Mister Valens) – Regie: Detlef Kurzweg (Kriminalhörspiel/Kurzhörspiel – Rundfunk der DDR)
- 1990: Hans-Werner Honert: Der Schwanenteich (Kurt) – Regie: Norbert Speer (Kinderhörspiel/Kurzhörspiel – Rundfunk der DDR)
- 1990: Lew Lunz: Die Stadt der Gerechtigkeit (Dicker Soldat) – Regie: Peter Groeger (Hörspiel – Rundfunk der DDR)
- 1991: Joachim Nowotny: Hautauge (Monolog) – Regie: Peter Groeger (Kurzhörspiel – Funkhaus Berlin)
- 1992: Fitzgerald Kusz: Schdille bisde (Vater) – Regie: Peter Groeger (Hörspiel – MDR)
- 1993: Ádám Bodor: Die Außenstelle (Nachbar) – Regie: Peter Groeger (Hörspiel – MDR/ORF)

## Synchronisation
- 1932 (1979): Robert Emmett O’Connor als Dan O'Connor in Blonde Venus
- 1943: Alexander Granach als Gestapo Insp. Gruber in Auch Henker sterben
- 1959–1966: R. G. Armstrong als Burke in Tausend Meilen Staub (Fernsehserie, 1 Episode)
- 1959–1966: Richard Shannon als Driscoll in Tausend Meilen Staub (Fernsehserie, 1 Episode)
- 1959–1966: Richard Shannon als Fred Rocket in Tausend Meilen Staub (Fernsehserie, 1 Episode)
- 1960 (1980): Aleksander Fogiel als Magdo von Bogdaniec in Die Kreuzritter
- 1963 (1987): Nello Pazzafini als Sandor in Samson und die weißen Sklavinnen
- 1968 (1983):  Pietro Ceccarelli als Bald farrier in Drei ausgekochte Halunken
- 1969 (1983): Victor Buono als Fisher in Hügel der blutigen Stiefel
- 1971: Donato Castellaneta als Bärtiger Student in Der Weg der Arbeiterklasse ins Paradies
- 1975 (1982): Peter Butterworth als Henry Barnes in Der total verrückte Mumienschreck
- 1977: Lucian Iancu als Will Clanton in Gesucht wird: Johnny
- 1977: François Dyrek als José Bouvine in Der Richter, den sie Sheriff nannten
- 1980: Virgil Frye als Anführer der Banditen in Der Grenzwolf